# Final Fantasy III
Final Fantasy III (ファイナルファンタジーIII?, Fainaru Fantajī Surī) è un videogioco di ruolo alla giapponese, terzo capitolo della serie Final Fantasy, sviluppato e pubblicato da Square nel 1990 per Nintendo Entertainment System.
Final Fantasy III non è mai stato pubblicato in territorio americano ed europeo fino alla sua versione per Nintendo DS nel 2006.
Mentre i suoi predecessori arrivarono almeno in America, il terzo capitolo della saga, all'epoca della sua prima pubblicazione, fu venduto solo in Giappone perché Square, vista la contemporanea uscita della nuova console, il Super Nintendo, preferì investire risorse e tempo in un nuovo gioco per questa nuova console anziché nella localizzazione per il mercato americano di Final Fantasy III.
È attualmente l'unico capitolo della saga principale a non aver avuto un'edizione per PlayStation o PlayStation 2. È stato però prodotto un remake per Nintendo DS; questo remake presenta diverse migliorie e grafica 3D. Era anche stata completata una versione per la console portatile Bandai WonderSwan Color, ma non è mai stata pubblicata a causa del miglioramento delle relazioni tra Square Enix e Nintendo, per le quali Square Enix non avrebbe più fatto remake su piattaforme diverse da quelle Nintendo (oltre al fatto che la morte prematura della console Bandai si avvicinava sempre di più). Il 24 marzo 2011 è uscita la versione per iPhone, iPod touch e iPad, cui sono state apportate leggerissime modifiche in modo da renderla ottimizzata per il sistema operativo di questi dispositivi; il 27 giugno 2012 è stata inoltre pubblicata la versione "Remake" del gioco per la piattaforma Android e sarà uno dei giochi disponibili al lancio della console Ouya. Il 27 maggio 2014, il titolo è stato distribuito anche per PC attraverso Steam.
Nell'aprile 2023 è uscita una versione rimasterizzata e multilingue dal titolo Final Fantasy Pixel Remaster, che comprendere i primi sei episodi di Final Fantasy, acquistabili anche singolarmente, per PlayStation 4 e Nintendo Switch.

## Trama

### Ambientazione e personaggi
I continenti principali del gioco sono due, il "Continente fluttuante", dove sono custoditi i primi due cristalli della luce e che si trova sulle nuvole, e il "Continente terrestre", al di sotto del precedente, dove sono custoditi gli ultimi due cristalli. Entrambi i continenti hanno molte città e villaggi secondari dallo stile medievale da esplorare.
La storia del gioco ruota attorno alle vicende di quattro orfani del villaggio di Ur; tuttavia, nel remake per DS, a differenza degli altri giochi della serie, il giocatore inizia l'avventura impersonando unicamente Luneth ed acquisendo progressivamente il controllo degli altri tre personaggi, Arc, Refia e Ingus, tutti e quattro ragazzi quattordicenni orfani e scelti dai cristalli del Regno della Luce. I personaggi del gioco originale fanno inizialmente parte della classe dei Cavalier Cipolla, mentre nei successivi remake essi sono dei Tuttofare ed acquistano dei personali tratti fisici e caratteriali, oltre a venir caratterizzati da nomi, personalità e storie del proprio passato, e ognuno di loro rappresenta anche una delle quattro virtù della luce: Luneth, un ragazzo cresciuto a Ur dall'anziano del villaggio, Topapa, rappresentante il coraggio; Arc, timido ma intelligente e migliore amico di Luneth, crescendo assieme a lui, rappresenta la gentilezza; Refia, che rappresenta l'affetto, cresciuta nel villaggio di Kazus assieme al fabbro Takka, la cui severa educazione porta la ragazza a scappare continuamente di casa; Ingus, fedele soldato dell'esercito di re Sasune, con un debole per la principessa Sara, rappresenta la determinazione.

### Storia
Mille anni prima, l'oscurità stava per essere inghiottita dalla luce, scombinando il mondo, e quattro guerrieri dell'oscurità vennero scelti per eguagliare la luce e l'oscurità; 1000 anni dopo, stava capitando di nuovo. Ma stavolta l'oscurità sta per inghiottire la luce, e così i quattro guerrieri della luce sono stati scelti per riordinare l'equilibrio delle due forze. Il Gulgano aveva così profetizzato: "Il terremoto è solo l'inizio. Le viscere della terra inghiottiranno i cristalli, luce del nostro mondo, per far riemergere le creature mostruose rimaste nascoste. Ma questo non è che una parte di ciò che succederà. Qualcosa di terribile, sinistro e imperscrutabile sta per accadere. Ma la speranza non è ancora perduta. Quattro persone saranno benedette dalla luce, e così la storia avrà inizio".
Luneth, un ragazzo del villaggio di Ur, cade in un buco del terreno, andando a finire in una grotta. Lì vede il Cristallo dell'aria che gli dice che deve riunire i Guerrieri della Luce, essendo l'ultima speranza per il mondo. Ritornato in superficie non si spiega perché il cristallo gli ha detto tutto ciò. Tornato a Ur, Luneth aiuta un suo amico, Arc. Questi era preso in giro da due ragazzini, che lo sfidavano ad affrontare i fantasmi della città vicina, Kazus. Arc, per non dimostrare di essere un codardo, si dirige nella città maledetta.
Intanto Luneth, saputo della scomparsa di Arc, parte alla sua ricerca.
Arriva a Kazus e rincontra il suo amico. La città è stata maledetta e i suoi abitanti trasformati in uomini invisibili. Successivamente fanno conoscenza con Cid, costruttore di aeronavi. Egli gli dice che se lo aiuteranno potranno usare la sua aeronave, che è nel deserto vicino. I due compagni partono per il deserto ed ottengono l'aeronave, in più fanno una nuova conoscenza: Refia, la figlia del fabbro, scappata dalla città prima che essa fosse maledetta.
Refia accetta di aiutarli e andare insieme a loro al castello di Sasune. Giunti al castello scoprono che la maledizione è stata lanciata dal Jinn che ha preso dimora in una grotta a nord. Ad accompagnarli ci pensa il cavaliere Ingus, scampato alla maledizione.
I quattro entrano nella caverna e trovano la principessa di Sasune: Sara, giunta nella grotta per sconfiggere il Jinn. Anche lei è scampata alla maledizione. Insieme alla principessa sconfiggono il nemico, riportando tutto alla normalità. Usciti dalla grotta succede una cosa anomala: i quattro eroi vengono teletrasportati alla caverna dell'inizio, e il cristallo dell'aria gli dà la sua luce. Ringraziati dal re e dagli abitanti di Kazus i quattro eroi, Luneth, Arc, Refia e Ingus, partono per Canaan, accompagnando Cid dalla moglie malata. Giunti a Canaan gli eroi guariscono la moglie di Cid. Saputo che a Canaan è sparito uno che si chiama Desch, partono alla sua ricerca.
Partono per il monte su cui è sparito e vengono trasportati in un nido. Incontrano Desch, ma lui non ricorda niente, in più Bahamut cerca di catturarli. Fuggiti dalla furia di Bahamut finiscono dall'altra parte delle montagne. Lì imparano la magia mini, che li rimpicciolisce e li fa diventare gnomi. Giunti al villaggio degli gnomi, guariscono il loro dottore, che gli apre la strada per la Baia dei Vichinghi. Attraversano la strada e raggiungono i vichinghi, le sole persone che possono fargli proseguire l'avventura.
Arrivati da loro, i quattro eroi scoprono che i vichinghi non possono uscire dalla baia per via di Nepto, un mostro marino. Per calmarlo serve l'occhio di Nepto che è stato rubato.
Gli eroi entrano nel tempio e proseguono la ricerca a dimensioni microscopiche. Scoprono che l'occhio è stato rubato da un topo e lo sconfiggono. Dopo ciò gli eroi rimettono l'occhio alla statua di Nepto e lo calmano. A questo punto possono lasciare la baia, ma Desch rimane con loro.
La compagnia giunge a Tokkul, una città devastata. Gli abitanti rivelano agli eroi che i soldati di Argus prendono i civili come prigionieri. Non potendo fare niente, dato che la missione era oltre le loro possibilità attuali, se ne vanno.
Intanto vanno nel villaggio degli Antichi. Agli eroi viene spiegato l'equilibrio tra la luce e l'oscurità.
Dopo vanno al castello di Argus, ma lo trovano deserto.
A questo punto gli eroi proseguono la loro strada, ed incontrano i Gulgani. Questi gli dicono che Desch deve dirigersi alla Torre di Owen, per proseguire verso l'isola dei nani. Giunti alla torre sconfiggono l'entità malvagia che la dominava. Subito dopo gli eroi scoprono che la torre serviva a mantenere il Continente fluttuante per aria. All'improvviso Desch ricorda tutto, anche la sua missione, cioè quella di proteggere la torre. Desch si sacrifica nel meccanismo della torre e la ripara. I nostri eroi, rattristati per la perdita di Desch, proseguono per l'isola dei nani.
Giunti sull'isola scoprono che i nani hanno perso un manufatto: il Corno di ghiaccio. I nostri si danno da fare e sconfiggono Gutso, che aveva rubato il corno. A questo punto riportano il corno ai legittimi proprietari: Gutso non era morto e si era reso invisibile, per arrivare anche a rubare il secondo corno. Rubati i due corni il nemico si dirige alla caverna del fuoco per distruggere il Cristallo del fuoco. Giunti in fondo alla caverna sconfiggono Gutso trasformato in Salamandra. Recuperati i corni, ottenuta la benedizione del Cristallo, ritornano a Tokkul per risolvere la faccenda in sospeso.
Giunti al villaggio lo trovano deserto e vengono fatti prigionieri. Trasportati sulla fortezza di Hein, scoprono dove sono tenuti prigionieri i cittadini di Tokkul e Argus; in più si accorgono che la fortezza è l'albero centenario del bosco delle fate, che si muove per via di una magia. Sconfiggono Hein, liberano i civili e rimettono al suo posto l'albero-fortezza.
Il re Argus li ringrazia e gli dà la Ruota del Tempo. Dopo qualche tempo incontrano Cid. Vedendo la ruota del tempo capisce che re Argus è salvo e gli commissiona di portare gli eroi sulla superficie.
Presa l'aeronave di Cid raggiungono la superficie, brulla e desolata.
Gli eroi incontrano una ragazza di nome Aria. Questa gli dice che bisogna far scorrere di nuovo il tempo, per far tornare tutto normale. Per fare ciò devono andare nella Grotta delle Maree, lì si trova il frammento del Cristallo dell'acqua, da rimettere al suo posto e far scorrere il tempo. Arrivati in fondo alla caverna prendono il frammento. Stanno per andarsene, ma succede che Aria si fa colpire da Kraken, al posto di Luneth.
A questo punto scoprono che Kraken è stato mandato da un certo Xande, che sta favorendo l'oscurità. Lo sconfiggono, ma Aria muore. Il frammento torna al cristallo. Successivamente gli eroi vengono investiti da un terremoto e svengono.
I nostri si svegliano e si ritrovano in una città, solo per sapere che la nave è stata incatenata da Goldor. Qui incontrano quattro vecchietti che si credono Guerrieri della Luce. Il gruppo scopre che per andare alla magione di Goldor devono avere delle scarpe che li facciano levitare.
Entrano nelle fogne della città e prendono le scarpe speciali, dopo aver aiutato i falsi Guerrieri della Luce. Dopo vanno a villa Goldor. Entrano nella villa e sconfiggono Goldor, in questo modo i quattro eroi liberano l'aeronave.
Successivamente si dirigono a Saronia dove vengono abbattuti. Con l'aeronave distrutta non possono far altro che un giro in città. Così scoprono che il re ha dato ordine ai suoi soldati di lottare tra loro; inoltre vi è l'ordine di uccidere l'erede al trono.
A un certo punto i nostri incontrano Alus, il principe di Saronia. Insieme a lui vanno al castello. Entrati non vengono ricevuti dal re e passano la notte nel castello, per sapere il motivo dello strano comportamento del sovrano.
Durante la notte il re tenta di uccidere suo figlio, ma si suicida. Si scopre così che il re era controllato da Gigameth, il consigliere. I quattro eroi lo battono ed Alus diventa re.
In segno di ringraziamento gli danno un'aeronave nuova e si dirigono, su consiglio, su un'isola a sud.
Atterrati entrano in una villa di proprietà di un certo Doga. Questi rivela agli eroi che l'oscurità è stata scatenata da Xande, uno stregone. Doga gli dice di dirigersi al Tempio del tempo per prendere un liuto con cui risvegliare Unei, una maga che controlla il mondo dei sogni.
Così i nostri partono, entrano nel tempio e prendono il liuto. Successivamente risvegliano Unei. Risvegliata gli dice di recarsi alle rovine per prendere l'Invincibile. Presa l'aeronave ripartono per l'isola di Doga, ma devono fare una cosa: ritrovare la Zanna della Terra, nella Grotta dell'oscurità.
Questa è l'ultima zanna, dato che le altre gliele avevano già date.
Vanno nella grotta e recuperano l'ultima zanna.
Tornati da Doga prendono un teletrasporto che li conduce in una grotta.
Alla fine sanno da Doga e da Unei che per avere la chiave per aprire la Torre di Cristallo, dove si trova Xande, devono ucciderli.
I nostri all'inizio rifiutano, ma alla fine, e a malincuore, li sconfiggono ed ottengono le chiavi.
Dopo si dirigono alla torre superando delle statue grazie alle zanne.
Entrati trovano il Cristallo della Terra, che li benedice.
Gli eroi salgono tutti i piani della torre, ma arrivati in cima davanti a uno specchio, si bloccano.
Doga, parlandogli dall'Aldilà, gli dice che è frutto di una maledizione. Per contrastarla servono cinque persone dal cuore puro.
Così Doga convoca Sara, Desch (che non era morto), Cid, il fratello maggiore degli pseudo-eroi e Alus. Subito si mettono davanti allo specchio spezzando la maledizione.
Gli eroi vanno oltre lo specchio e affrontano Xande. Lo sconfiggono, ma è troppo tardi. Dal Mondo dell'oscurità appare Nube Oscura, che uccide gli eroi.
La speranza sembra essere sparita, ma Doga e Unei li resuscitano.
Così resuscitati vanno nel Mondo dell'Oscurità.
Entrati in questo mondo gli eroi ottengono l'aiuto dei Guerrieri dell'Oscurità, fermando Nube Oscura, dopo un tremendo combattimento.
Dopo la sconfitta della Nube Oscura, che rischiava di mandare tutto il creato nel Vuoto, i nostri eroi tornano a casa, in più Ingus si è fidanzato con Sara.
Quando Luneth e Arc tornano a casa la Luce risplende di nuovo sul mondo con rinnovata forza.

## Modalità di gioco
Final Fantasy III si basa su un sistema di combattimento a turni. Si hanno a disposizione solo quattro personaggi, con l'aggiunta dell'opzione "Lavoro", che consente al personaggio di cambiare il punto di forza o di difesa, e della possibilità di ottenere sempre più classi ogni volta che si conquista un cristallo della luce. In alcune eccezioni, sarà possibile portare nel gruppo un personaggio in più che ci accompagnerà per un tempo limitato della storia, senza poter controllare le magie che possiede o modificare il suo equipaggiamento, il quale comparirà durante i combattimenti solo in alcuni casi e solo una volta.
Anche qui, come negli altri Final Fantasy, esistono i Chocobo, che in questo caso si possono reperire solo in alcuni boschi sparsi per il mondo, ed è possibile utilizzarli per correre più veloce e per non incontrare nemici sul terreno di gioco.
In Final Fantasy III ogni membro della squadra (esclusi quelli temporanei) può rivestire una determinata classe, acquisendo capacità uniche. Si può cambiare classe in ogni momento al di fuori delle battaglie, ma ogni volta che lo si fa saranno necessarie un determinato numero di battaglie perché la classe si "stabilizzi". Le classi possono aumentare di livello, fino ad un massimo di 99, per aumentare il valore dei propri parametri caratteristici e potenziare i personaggi.

## Accoglienza
Al momento della pubblicazione, Famicom Tsūshin (l'attuale Famitsu) assegnò alla versione Famicom un punteggio di 36 su 40, sulla base delle valutazioni di quattro recensori che gli avevano assegnato valutazioni di 9, 9, 10 e 8 su 10. Questo lo rese uno dei loro tre giochi con il punteggio più alto del 1990, insieme a Dragon Quest IV e F-Zero, entrambi con 37 punti su 40. È stato anche uno dei sei giochi con il punteggio più alto della rivista fino al 1990, insieme a Dragon Quest II, Dragon Quest III e Zelda II: The Adventure of Link.
Nei premi Gioco dell'Anno 1990 di Famicom Tsūshin, Final Fantasy III risultò secondo con 37 101 punti, dietro Dragon Quest IV. Nel 2006, i lettori della rivista di giochi giapponese Famitsu elessero l'originale Final Fantasy III come l'ottavo miglior videogioco di tutti i tempi, sopra Dragon Quest IV. Al 31 marzo 2003, il gioco originale per Famicom aveva venduto 1,4 milioni di copie in Giappone.
Il remake per DS registrò vendite elevate. IGN osservò che "l'interesse per FFIII non dovrebbe sorprendere data... la popolarità dei DS". Il gioco ha venduto 500 000 unità nella prima settimana in Giappone, battendo la previsione originale di Square Enix che ne avrebbero vendute solo 350 000. Secondo Enterbrain, alla fine del 2006 il remake ha venduto oltre 935 000 copie in Giappone. A partire dal 6 agosto 2007, il gioco ha venduto 990 000 unità in Giappone e 460 000 unità in Nord America. All'8 agosto 2008, ha venduto 480 000 unità in Europa. Ciò si somma alle vendite mondiali totali di 1,93 milioni di unità per la versione DS e 3,33 milioni di unità per le versioni Famicom e DS combinate, a partire dal 9 agosto 2008. Il porting per PSP ha venduto oltre 80 000 copie in Giappone entro la fine del 2012.